# Кот д'Ивоар
Република Кот д'Ивоар (на френски: République de Côte d'Ivoire; до 1986 г. названието официално се превежда на български като Бряг на слоновата кост) е държава в Западна Африка, на северния бряг на Гвинейския залив, Африка. Столица от 1983 г. е град Ямусукро, разположен на 250 km северозападно от предишната столица, Абиджан.

## География

### Географско положение, граници, брегове
Кот д'Ивоар е държава в Западна Африка, разположена покрай северния бряг на Гвинейския залив на Атлантическия океан. На запад граничи с Либерия (дължина на границата 716 km) и Гвинея (610 km), на север – с Мали (370 km) и Буркина Фасо (584 km), а на изток – с Гана (668 km). Общата дължина на сухоземните, в т.ч. речни, граници е 2948 km. На юг се мие от водите на Гвинейския залив на Атлантическия океан с дължина на бреговата ивица 515 km. Бреговата линия е слабо разчленена. На запад бреговете са стръмни и скалисти, а на изток – плоски и пясъчни, с блата и лагуни. Страната има почти квадратна форма с дължина от север на юг около 650 km и ширина от запад на изток до 550 km. Крайните точки на Кот д'Ивоар са:
- на север – 10°44′ с.ш., на границата с Мали, на левия бряг на река Богое (десен приток на Нигер);
- на юг – 4°22′ с.ш., на брега на Атлантическия океан, в непосредствена близост до границата с Либерия;
- на запад – 8°30′ з.д., на границата с Либерия, на левия бряг на река Сес;
- на изток – 2°30′ з.д., на границата с Гана.

### Релеф, геоложки строеж, полезни изкопаеми
С изключение на платообразните Гвинейските възвишения на север, почти цялата територия на Кот д'Ивоар е заета от хълмиста равнина с надморска височина до 500 m. На запад в пределите на страната навлизат крайните източни разклонения на Леоно-Либерийските планини с най-високата си точка връх Нимба (1752 m), издигащ се на границата с Либерия и Гвинея.
Територията на страната е изградена от докамбрийските скали на Африканската платформа, съставени от гранити на запад и север, кристалинни и слабометаморфозирани шисти на изток, които почти навсякъде излизат на повърхността. От откритите полезни изкопаеми най-голямо значение за страната имат находищата на диаманти и манганова руда. Разработват се още находища на злато, боксити, желязна руда, калай и колумбит.

### Климат и води
Климатът на юг е екваториален, постоянно влажен, с два максимума на валежите (май и юни, септември и октомври), а на останалата територия – субекваториален с ясно изразен сух сезон, по време на който духа горещият, сух и прашен североизточен вятър харматан. На юг най-топлите месеци са от декември до април със средни температури 27 – 28°С, а най-хладните – от юли до септември със средни температури 23 – 24°С. На север съответно 30°С през април и 25°С през август и септември. Годишната сума на валежите в приморската равнина са от 1300 до 2300 mm, а на север, на платото – от 1100 до 1800 mm.
Речната мрежа на страната е гъста, но реките са относително къси за мащабите на Африка и с резки колебания на оттока. С изключение на крайния северозапад където текат реките Санкарани, Бауле, Богое и Канкелаба от басейна на река Негер, всички останали реки се вливат директно в Атлантическия океан. Тук най-големите реки са: Кавали (515 km, по границата с Либерия), Сасандра (650 km), Бандама (1050 km, с лявата съставяща я Бяла Бандама) и Комое (813 km, извираща от Буркина Фасо). На реките Сасандра и Бандама са изградени два големи язовира „Буйо“ и „Бандама“.

### Почви, растителност, животински свят
Преобладаващата растителност на юг са вечнозелените екваториални гори, развити върху червено-жълти латеритни почви. На север се простира лесосавана и галерийни гори по долините на реките, а още по на север, до границите с Мали и Буркина Фасо – високотревиста савана, развита върху червени латеритни почви. Животинският свят на Кот д'Ивоар е богат и разнообразен. Тук обитават маймуни, слонове, хипопотами, леопарди, хиени, чакали, антилопи, биволи и много видове влечуги (крокодили, костенурки, змии, гущери).

## История
Поради гъстите тропически гори страната е била слабо заселена в миналото. Предимно в северната и североизточната част на страната са съществували търговски центрове с обществена йерархия през XIV век. С откриването на морски път до Индия и нос Добра надежда, в Гвинейския залив започва развитие на търговията през XV век. Местните племена продават на европейците злато, слонова кост, пера от щраус и роби.
Първите европейци, които се появяват по крайбрежието на страната, са португалските търговци. Те обаче са изтласкани от французите, които построяват през 1843 г. военноморското укрепление „Гранд Басам“ и през 1893 г. страната е обявена официално за френска колония под името Кот д'Ивоар. През 1895 Кот д'Ивоар става част от Френска Западна Африка.
На 7 август 1960 страната получава пълната си независимост. В последвалите години страната води прозападна политика.
През 1986 парламентът приема решение, с което се забранява името на страната да се превежда на чужди езици. Въпреки това много държави продължават да ползват собствената традиционно установила се форма на името на африканската република.

## Икономика
Над 40% от БВП на страната е от производството на какао, кафе, памук и тропическа дървесина. Други стоки от икономическо значение са банани, палмово масло и ананас. Повечето от горите в Кот д'Ивоар са част от дърводобивната индустрия. Това е причина за обезлесяването на страната.
Страната е на първо място по производство на какао в света. Близо 40% от международния износ на какао идва от Кот д'Ивоар. 1999 г. е тежка година за какаовото производство на страната. Под натиска на вълненията на фермерите производители на какао, военния преврат, ниското потребление и високите добиви, цените на какаото заплашват да се понижат рязко. За да предотвратят това, фермерите в Кот д'Ивоар изгарят между 50 000 и 100 000 тона какао, както и унищожават тропически какаови дръвчета. На 12 август 1999 г. страната либерализира пазара си на какао.
Около 70% от населението работи в добивния сектор. Основен поминък са земеделието и животновъдството. От добива на полезни изкопаеми е основна дейност петролната промишлност. Други полезни изкопаеми от икономическо значение са диамантите и желязна руда.

## Население
Населението на Кот д'Ивоар през 2008 г. е 21 075 000 души. 2% от населението е над 65 години, а 47% са до 15 години. Естественият прираст на населението е 1,62%. Гъстотата на населението е 52 д/км². Съществува проблем с урбанизацията в страната. Емигранти в страната са основно от съседните държави, Франция, Ливан и Сирия.
Етническият състав на населението на Кот д'Ивоар е сложен. Буалийците заемат около 23% от населението. След тях са бетейците и круйците с по 18%, а народът сенуфо в северната част на страната е 15%. Други племенни групи заемат до още 25%. Неафриканските жители са между 130 и 330 хиляди.
Официален език е френският. Говорят се над 60 местни племенни езици.
39% от населението са мюсюмани, 30% са християни, 19% от които римокатолици. 12% изповядват традиционни племенни вярвания, а 17% са нерелигиозни.

## Административно деление
Кот д'Ивоар е разделен на 19 региона:
| 1. Аниеби 2. Бафинг 3. Ба-Сасандра 4. Денгеле 5. Диз-юит Монтан 6. Фромажер 7. О-Сасандра 8. Лак 9. Лагюн 10. Марауе | 1. Моайен-Кавайи 2. Моайен-Комое 3. Н'зи-Комое 4. Саван 5. Сюд-Бандама 6. Южно Комое 7. Вале дю Бандама 8. Вородугу 9. Занзан |

Регионите са разделени на департаменти, като общият им брой е 58.

### Най-големи градове
- Абенгуру
- Абиджан
- Абоасо
- Агбовил
- Адзопе
- Бондуку
- Буаке
- Ганьоа
- Дабу
- Дабакала
- Далоа
- Диво
- Димбокро
- Катиола
- Конг
- Корого
- Ман
- Одиене
- Сан-Педро
- Сегела
- Синфра
- Туба
- Ямусукро

## Транспорт
Страната има една от най-поддържаните транспортни мрежи в Африка. Около половината от железопътнния траспорт е държавна собственост. През 2002 г. Кот д'Ивоар има около 50 400 километра пътища, 5000 от които асфалтирани или павирани. Бившата столица на страната, Абиджан, е най-голямото пристанище в Западна Африка. През 2001 г. в страната има 21 летища.

## Спорт
В началото на 21 век развитието на футбола преживява бум. През 2006 г. националният отбор на страната печели 2-ро място във футболния турнир за купата на африканските нации и се класира за първи път в своята история за финалите на Световното първенство по футбол в Германия. На това световно първенство постига и първата си победа на подобен форум, като побеждава Сърбия и Черна гора с резултат 3 – 2.